# Вівчарка

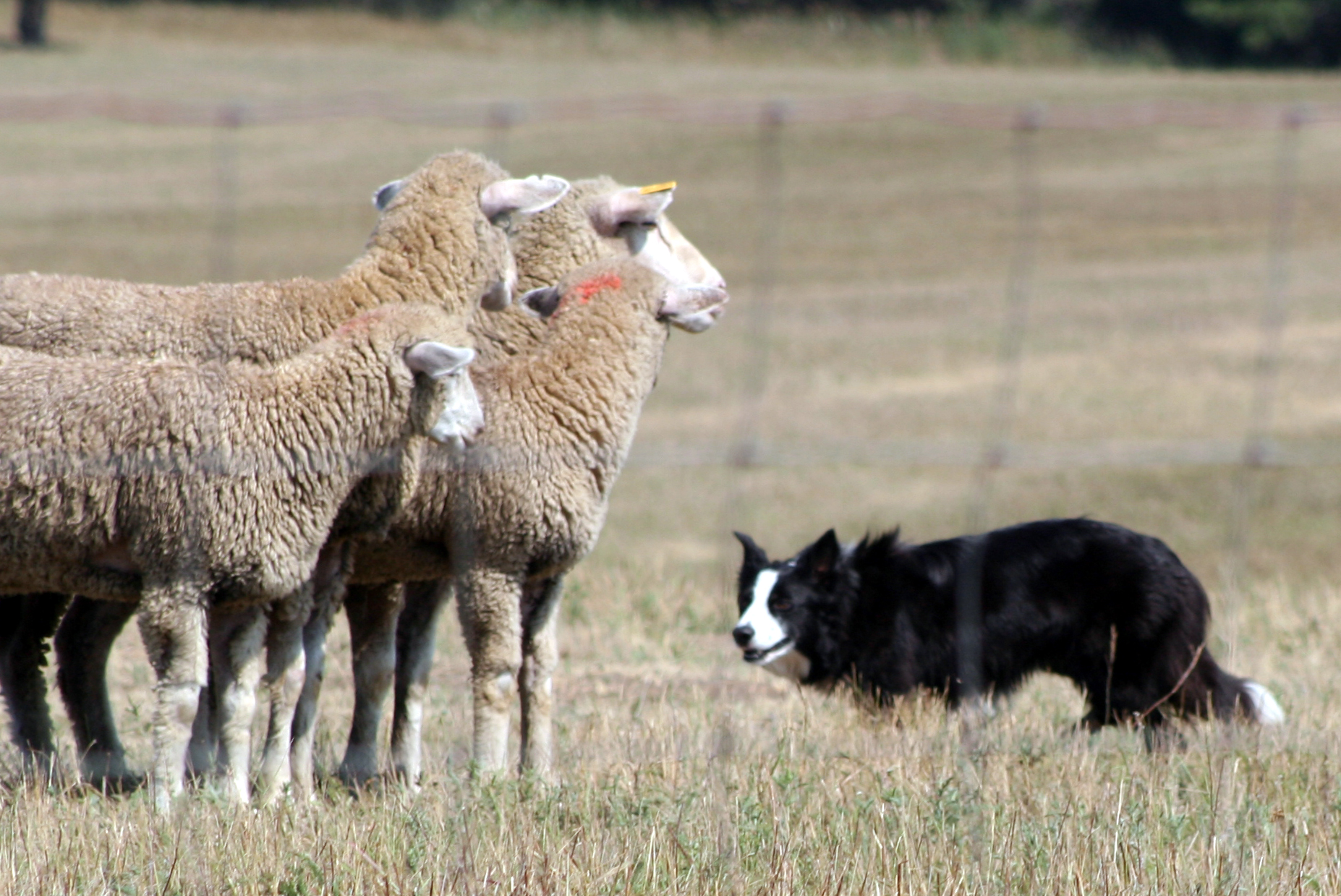
Вівчарка за роботою

Великий піренейський гірський собакаКу́ндель або чаба́нська соба́ка (вівча́рка) — загальна назва порід собак, яких використовують у вівчарстві для охорони отари овець, також складів тощо.
Собак-вівчарів підрозділяють на дві великі групи. Сторожові — великі собаки азійського походження, які постійно мешкають разом зі стадом, - охороняють худобу на пасовищах. Середні і дрібні собаки європейського походження - за командою людини спонукають стадо рухатися, міняти напрям руху, зупинятися, використовуючи різні прийоми впливу на домашніх тварин. Для охорони стад собаки використовуються вже понад п'ять тисяч років, історичний вік вівчарок близько шестисот років. Здатність собак охороняти стадо або керувати ним сформована тривалим, десятки і сотні років, штучним добором, закріплена в генотипах порід і наслідується.

## Назва
- Вівча́рка (англ. Shepherd Dog, Sheepdog; нім. Schäferhund; пол. owczarek; рос. овчарка; чеськ. ovčák; хорв. ovčar)
- Ку́ндель[4][5]
Вівчарки прехорошенько найкращого баранчика взяли та й патрають гуртом, а кунделі мовчать. Глібов[4]
Щирий кундель степовик. Котляревський, «Енеїда». 66.
- Ку́рта — короткохвоста вівчарка[4]
Ой ішов чабан дорогою, а курта йшла долиною. КС. 1882. VIII. 385.[4]
- Чаба́нка[6]

## Список
- Староанглійська вівчарка
- Бордер-колі
- Бірдед-колі
- Босська вівчарка, Босерон
- Бріард

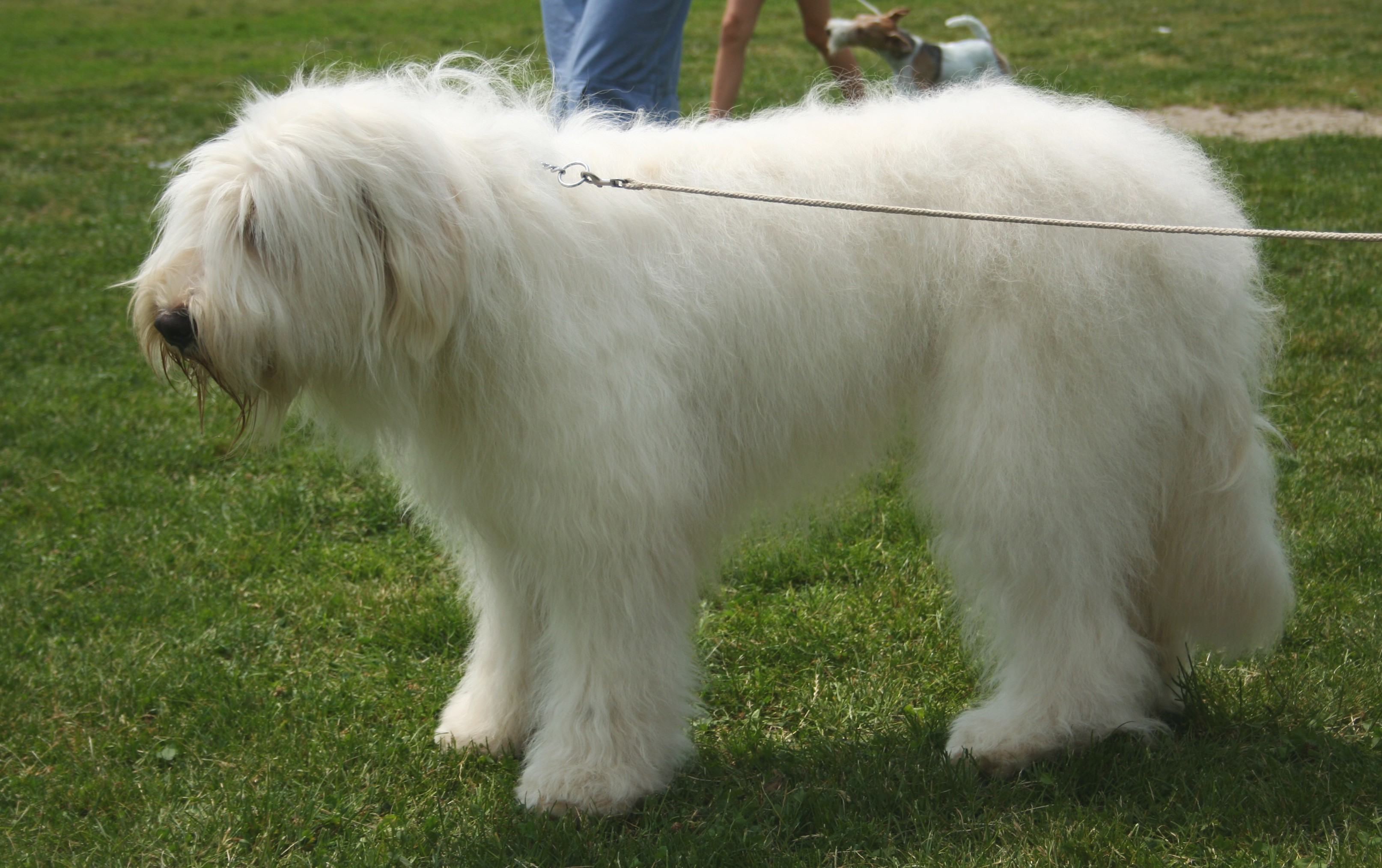
Українська вівчарка

- Великий піренейський гірський собака
- Вельш-корґі-кардіґен
- Вельш-корґі-пемброк
- Саарлусвольфдоґ
- Колі гладкошерстий
- Колі довгошерстий
- Комондор
- Німецька вівчарка
- Східноєвропейська вівчарка
- Шетландська вівчарка
- Австралійська келпі
- Бельгійська вівчарка
- Бергамська вівчарка
- Шиперке
- Чехословацький вольфдоґ
- Мальоркська вівчарка
- Каталонська вівчарка
- Пікардійська вівчарка
- Піренейська довгошерстий вівчарка
- Піренейська гладколиций вівчарка
- Бергамаська вівчарка
- Мареммо-абруцький вівчарка
- Кувас
- Муді
- Пулі
- Пумі
- Голландська вівчарка
- Голландська скхепендойс
- Польська низовинний вівчарка
- Татранська вівчарка
- Португальська вівчарка
- Українська вівчарка (Південноруська вівчарка)
- Хорватська вівчарка